# Massue de Narmer
La massue de Narmer, découverte par les archéologues anglais James Edward Quibell et Frederick William Green en 1898 dans le Grand Dépôt du temple d'Horus à Hiéraconpolis (Nekhen, « la Ville du Faucon »), l'actuel Kom el-Ahmar, est une tête de massue cérémonielle datée de la période thinite et du roi Narmer, son serekh étant gravé sur l'objet. Elle est aujourd'hui exposée à l'Ashmolean Museum, à Oxford.

## Description
Sur le côté gauche de la tête de massue figure un roi assis sur une estrade sous un dais ; il porte la couronne rouge (desheret) et est couvert d'une longue étoffe ou d'un manteau. Le roi tient un fléau-nekhekh et, au-dessus du dais, un vautour, peut-être la déesse locale Nekhbet, plane les ailes déployées. Directement devant le roi se trouve une autre estrade, ou peut-être une litière, sur laquelle un personnage vêtu est assis en face de lui. Cette figure a été interprétée comme une princesse présentée au roi pour le mariage, l'enfant du roi ou une divinité. Directement devant le roi se trouve une autre estrade, ou peut-être une litière, sur laquelle un personnage vêtu est assis en face de lui. Ce personnage a été interprété comme une princesse présentée au roi pour le mariage, l'enfant du roi ou une divinité.
L'estrade est recouverte d'une structure en forme d'arc et derrière elle se trouvent trois registres. Sur le registre central, des assistants marchent ou courent derrière l'estrade. Sur le registre supérieur, un enclos, avec ce qui semble être une vache et un veau, pourrait symboliser le nome du Veau divin. Derrière l'enceinte, quatre porte-étendards s'approchent du trône. Sur le registre inférieur, devant les porteurs d'éventail, se trouve une collection d'offrandes.
Sur la partie centrale de la tête de massue, derrière le trône avec le roi assis, se trouve une figure semblable au supposé porteur de sandales de la palette de Narmer, également avec le signe de la rosette au-dessus de la tête. Il est suivi d'un homme portant une longue perche. Au-dessus de lui, trois hommes marchent, deux d'entre eux portant également de longues perches. Le serekh affichant les signes de Narmer est visible au-dessus de ces hommes.
Le champ supérieur, à droite du champ central, montre un bâtiment, peut-être un sanctuaire, avec un héron perché sur son toit. En dessous, un enclos montre trois animaux, probablement des antilopes. On a suggéré qu'il s'agissait de l'ancienne ville de Bouto, où les événements décrits sur la tête de massue auraient pu se dérouler.

## Interprétation
La tête de massue de Narmer, mieux conservée que celle du roi Scorpion, a fait l'objet de diverses interprétations, bien que la célébration d'une cérémonie soit commune à la plupart des interprétations. Walter B. Emery a proposé par exemple que le personnage en face de Narmer serait une princesse du Nord, peut-être Neith-Hotep, capturée lors de la conquête de la Basse-Égypte et que cette massue célèbrerait le mariage de ces deux personnages. Cependant, selon Toby Wilkinson, non seulement un, le personnage devant Narmer pourrait être une divinité, mais aussi deux, rien ne corrobore l'idée que le roi ait épousé une princesse du Nord pour consolider le contrôle de la Basse-Égypte par le pouvoir égyptien. Néanmoins, qu'importe la cérémonie figurée, elle eut probablement lieu en Basse-Égypte comme semble le montrer l'enclos avec la vache et le veau, qui représente le nom du nome du Veau divin.

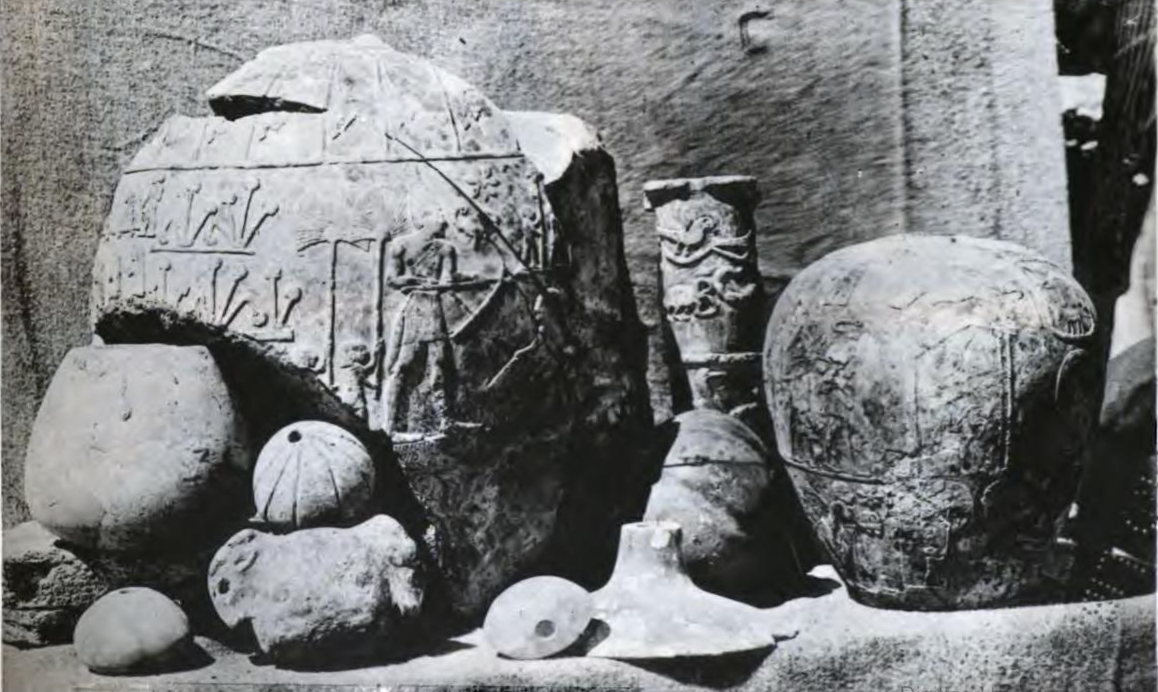
Groupe de massues découvertes à Nekhen, celle du roi Nermer se trouve à droite[5].
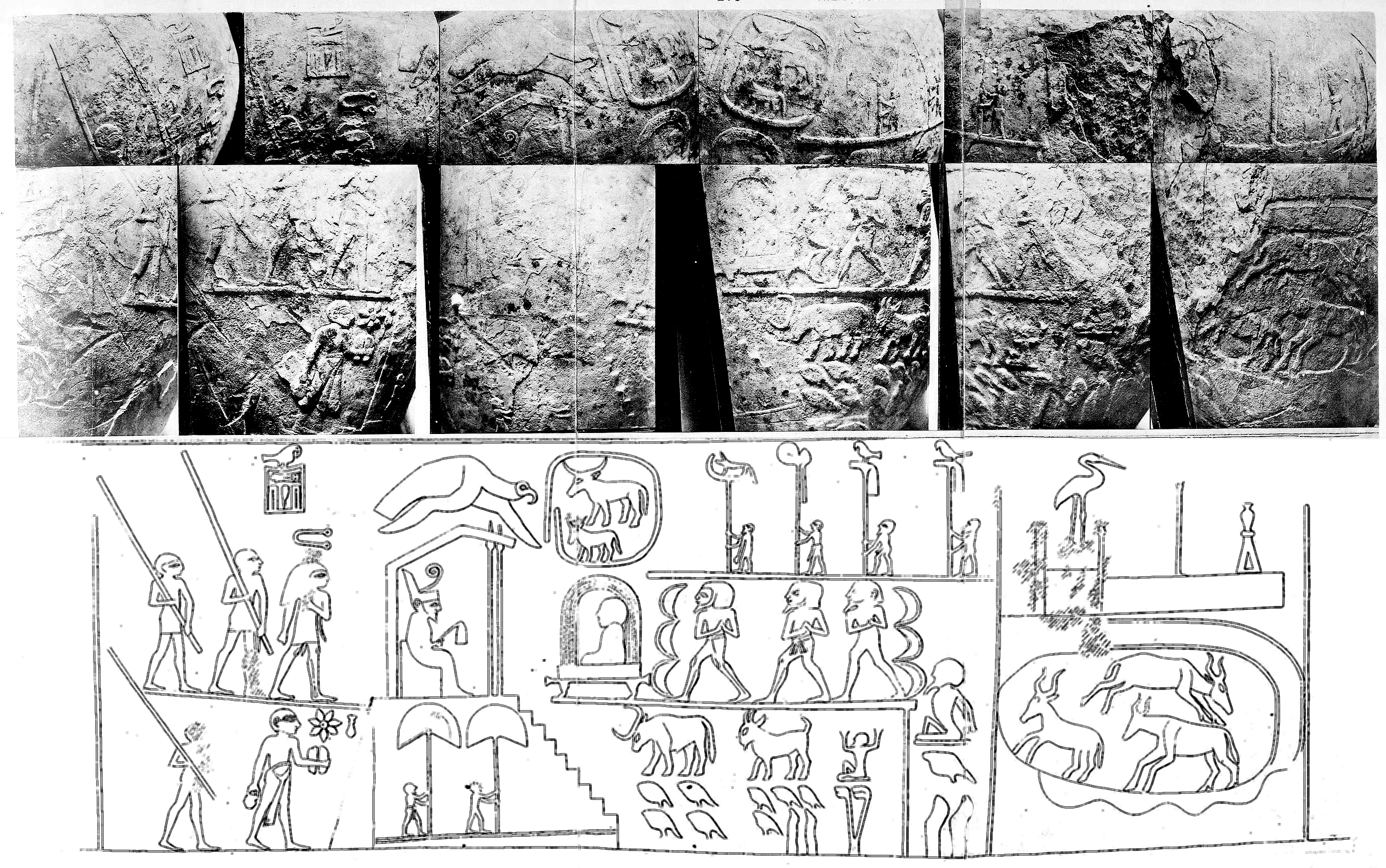
Vues sur la massue et dessin représentant l'ensemble de la massue[6].
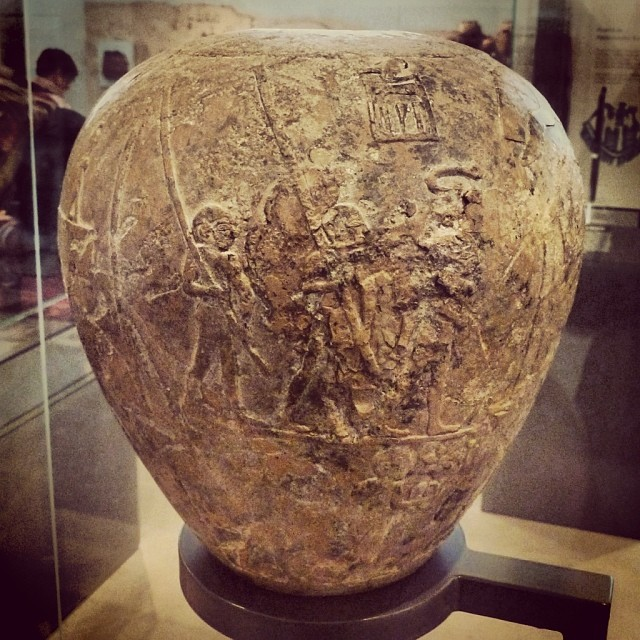
Vue sur la massue.